# Buddy Ogün
Buddy Ogün (* 29. Februar 1984) ist ein deutscher Komödiant, Schauspieler und Alleinunterhalter aus Hamburg, der in seinen Skits verschiedene Kunstfiguren spielt. Bekannt geworden ist er durch seine YouTube-Videos, die seit Dezember 2006 im Netz zu sehen sind. Ab Mai 2009 war Buddy Ogün unter Vertrag bei Sony Music Entertainment.

## Leben
Über den Menschen hinter den Kunstfiguren ist nur bekannt, dass er aus Hamburg-Eimsbüttel stammt und sein Abitur auf dem Gymnasium Kaiser-Friedrich-Ufer abgelegt hat.
Den Spitznamen „Buddy“ trägt er seit frühester Kindheit. Durch Fußballspielen lernte er viele Kulturen kennen. Buddy brachte sich selber das Klavierspielen bei.
Buddy bewarb sich 2004 an der Schauspielschule Berlin. Die Juroren rieten ihm jedoch vom Schauspiel ab, er solle es mit Comedy versuchen.

## Videos und Fernsehauftritte
Seit 2006 hat Buddy Ogün die Folgen „Buddy Ogün“ 1.0, 2.0, 3.0, 3.5, 4.0, 5.0 und 6.0 herausgebracht, hinzu kommen mehrere Skits und das im August 2009 erschienene Musikvideo zu seinem Lied „Roughrider of Love“. Auf hiphop.de führte Buddy Ogün 2009 ein gestelltes Interview mit Kool Savas.
Anfang 2009 hatte er Gastauftritte bei Stefan Raab. Des Weiteren trat er am 23. September 2009 erneut bei TV total zum Promoten seiner anstehenden Tour auf. Am 25. März 2010 hatte er einen dritten Auftritt bei Stefan Raab und warb dort unter anderem für seine DVD V.I.P. Was’ los!, welche am darauffolgenden Tag erschien. Am 21. September 2010 trat er bei Granaten wie wir auf. Seinen vierten Auftritt bei TV total hatte Buddy Ogün am 7. März 2011, bei dem er die Free-TV-Premiere seines Filmes V.I.P. Was’ los! bekanntgab, seinen fünften am 26. März 2013, dieser handelte von seinem zweiten Film „Ich mach sie klar, was’ los!“. Am 10. September 2015 hatte er seinen sechsten Auftritt bei TV total, wo er sein Album „King of Rap“ promotete.
Im November 2012 wurde auf Comedy Central die Sendung Hartzen mit Buddy Ogün ausgestrahlt. In den etwa zehn Minuten langen Folgen werden einige seiner Figuren auf der Suche nach Arbeit dargestellt.
2013 war er mit seiner Show „Ich mach sie klar, was’ los“ auf Tour. Dabei verfolgte er ein neues Showkonzept unter dem Motto „Stand Up meets Cinema“. In dem die Show begleitenden Film traten unter anderem die Schauspielerin Henrike Fehrs und der Rapper Das Bo auf. Die DVD „Ich mach sie klar, was’ los“ erschien im März 2013.

## Weitere Aktivitäten
In seinen ersten Videos wirbt Buddy Ogün für Allmostfamous, eine Plattform für kreative Menschen, die ihre Arbeiten präsentieren möchten. In diesem Zusammenhang hat Buddy unter anderem die Rapper Swiss, Fayzen und Illo unterstützt. In dem Video zum Lied „Missglückt“ von Ersterem spielt Buddy Ogün eine Nebenrolle. Außerdem hat er Das Bo beim Bundesvision Song Contest unterstützt. Zuletzt engagierte sich Buddy durch die Teilnahme an der Aktion „Geh nicht hin“, die vor den Bundestagswahlen 2009 gestartet wurde und motivieren sollte, sich an den Wahlen zu beteiligen. Im Februar 2010 war Buddy Ogün unterwegs auf der „Hallo Söööhnke Tour“.
Seit März 2010 veröffentlicht er in unregelmäßigen Abständen auf 3min.de verschiedene Formate wie Astro Ghetto TV, Mozart TV, Ghettopedia & Fairy Tale. Buddy Ogün setzt sich für das Lesen- und Schreibenlernen im Rahmen der Kampagne iCHANCE ein, die beim Bundesverband Alphabetisierung und Grundbildung (Alfa-Telefon) durchgeführt wird.
Er ist in dem 2012 ausgestrahlten Fernsehfilm Der Blender und der Folge 10 der Krimiserie Heiter bis tödlich: Nordisch herb zu sehen. In der am 26. März 2013 ausgestrahlten TV-total-Sendung moderierte er vertretungsweise bei Blamieren oder Kassieren und vertrat Elton.
2013 hatte Buddy Ogün einen Gastauftritt in dem Musikvideo zu dem Song „Alles wird aus Hack gemacht“ des Musik- und Comedyduos Ralf „Ralle“ Petersen und Hack Norris.
Von 2013 bis Anfang 2015 veröffentlichte Buddy Ogün auf YouTube die „Ghetto News“. Dies war eine humoristisch-satirische Nachrichtensendung, die von Ogün und Derya moderiert wurde. Running-Gags waren die Streitereien zwischen den Moderatoren, die Umfragen des „Ghetto-Reporters“ Musti (man sieht nur ein Bild von ihm, er wird von Buddy Ogün gesprochen) sowie die Rubrik „Meteor“ mit Norbert Hückeswagen.
Zurzeit ist Buddy Teil einer Comedy-Sendung, der „Radio Hamburg News-Show“ bei Radio Hamburg, in der er „Olli Hansen“ und „Jessica Burmeister“ spricht.
Im September 2018 gewann er mit seinem Kollegen Dietmar Simon den deutschen Radiopreis 2018 in der Kategorie „Beste Comedy“. 
Anfang der 2020er Jahre  begann Ogün sich zunehmend der Partyschlagerszene zuzuwenden und veröffentlichte mehrere Musikvideos bei Summerfield Records. Es folgen 2024 Auftritte im Megapark auf Mallorca.

## Rollen
Buddy Ogüns Videos sind oft nach einem ähnlichen Schema aufgebaut: Es beginnt mit einem Monolog, der jedoch nach kurzer Zeit durch Buddys klingelndes Handy unterbrochen wird. Am Telefon wandelt sich sowohl die Stimme als auch das Verhalten Buddys vollkommen. Folgende Personen treten dabei auf:

### Ogün Baştürk
Ogün Baştürk ist ein Mann mit türkischem Migrationshintergrund. Er ist zumeist aggressiv und berichtet in seinen Monologen bevorzugt von seinen letzten „Beulereien“. In seinen Monologen verwendet er türkische Begriffe wie „Lan“ oder „Yarak“. Auch „Ich schwör!“, „Digga!“ und „Was los?“ sind feste Bestandteile seines Wortschatzes. Zu seinen Markenzeichen zählen eine Goldkette, eine Bomberjacke der Marke Alpha Industries und die in die Socken gestopfte Hose.

### Mozart (Denises Bruder)
Mozart wird entweder von seiner Schwester Denise, seiner Mutter oder seinem Vater angerufen. Die Gründe für den Anruf sind meist nicht sehr wichtig (Fragen nach dem Abendprogramm von RTL II; ob seine Kastanienmännchen auf dem Flohmarkt verkauft werden dürfen etc.). Mozart lispelt, er scheint schwerhörig zu sein und ist meist in schlechter bis aggressiver Stimmung. Mit seiner Schwester streitet er sich regelmäßig, auch was das spätere Erbe betrifft. Mozart gibt, sobald er ein Wort buchstabieren soll, nach einigen Versuchen auf – dies entwickelte sich zum Running Gag. Mozart trägt ein Baseballcap, eine lila-schwarze Trainingsjacke vom HEBC und eine graue Jogginghose.

### Che (Söhnkes Freund)
Che und Söhnke sind Studenten und Mitglieder des AStA. Sie unterhalten sich vorwiegend über ihre Uni, Besuche bei der Stabi, den letzten Abend im Literaturcafé oder sie tratschen über Freunde. Ein Running Gag ist hier, dass Söhnke jedes Mal von Che daran erinnert wird, dass er ihm noch Centbeträge schuldet, beispielsweise für Kopien oder die Benutzung seines Haartrockners und diese doch bitte überweisen solle. Che trägt ein Che-Guevara-T-Shirt und einen roten Fahrradhelm und spricht mit hoher, weicher Stimme und in sehr freundlichem Tonfall.

### Roughrider of Love
Ogüns Kumpel aus Berlin spricht ähnlich wie Ogün, aber mit Berliner Schnauze. Der Roughrider trägt eine weiße Alpha-Jacke mit weißer Hose. Er nennt sich selber den King of Rap und hat  seiner Ansicht nach Kool Savas damit vom Thron abgelöst.

### Jugendliche bei StudiVZ
Als jugendliches Mädchen spricht er mit sehr hoher, affektierter Stimme. Die Freundin wird nur „Süße“ genannt und Hauptthema ist Billy, den das Mädchen bei MSN kennengelernt hat.

### Derya (Ogüns Ex-Freundin)
Derya ist Ogüns Ex-Freundin. Sie ist stark geschminkt und trägt über einem schwarzen Kleid eine beige Lederjacke sowie ihre Handtasche, Gürtel und Strumpfhose in Leopardenmuster.
Ihre Ausdrucksweise und ihr Vokabular ist ähnlich der Rolle des Ogün Baştürk. Zum ersten Mal war sie auf der CD Ne İş Deutschland – Ein Tag des Ogün Baştürk zu hören, danach trat sie mit Afsoun (hohe Stimme, ähnlich der Jugendlichen aus StudiVZ) auf dem Mixtape Die John Bello Story Vol. 3 des Rappers Kool Savas 2010 auf.

### YouPorn-Mitglied
Als Produzent von Amateurvideos, die er bei YouPorn hochlädt, lässt er sich regelmäßig in absurden sodomistischen Fantasien aus. Er spricht kölschen Dialekt.

### Florian
Florian ist der WG-Mitbewohner von Che. Er ist oft unorganisiert und lebt in den Tag hinein.

### Hauke
Hauke ist der zweite WG-Mitbewohner von Che. Er ist ein Computerfreak und spielt den ganzen Tag Ego-Shooter. Er ist sehr hibbelig und nur auf sein Spiel fixiert.

### NPDler (telefoniert mit Ronny)
Mit der Zeit kam auch noch ein Rechtsextremist zur Sammlung der Charaktere. Dieser regt sich am Telefon mit seinem Freund Ronny über die Überfremdung Deutschlands auf und klingt dabei fast schon hysterisch. Er spricht sächsisch.

### Kalle
Kalle ist ein Veranstalter, der Ogün für einen Auftritt bucht. Er ist äußerst jähzornig und schreit durchgehend. Kalle spricht norddeutsch, trägt lange schwarze Haare, eine Art Piratenkopftuch und ein Hemd über einem Motorsport-T-Shirt.

### Maggies Freund
Eine Figur, die in britischem Akzent mit einer Person namens Maggie telefoniert. Hier baut er zwei weitere Figuren mit ein, die ähnlich wie Kalle und Ogüns Ex-Freundin klingen, indem er diese im Gespräch zitiert. Diese Figur gehört jedoch nicht in das gängige Charakterenschema „Buddy Ogüns“.

### Norbert Hückeswagen
Er ist der Wettermoderator der „Ghetto News“. Als Running-Gag versucht er stets während der laufenden Sendung seine Verflossene Gudrun zu erreichen. Er spricht mit rheinischem Dialekt.

## Diskografie

### Alben
- 2008: Ne İş Deutschland – Ein Tag des Ogün Baştürk (Hör-CD)
- 2015: King of Rap – Roughrider of Love

### Singles
- 2008: Missglückt – Swiss feat. Buddy Ogün[9]
- 2009: Rough Rider of Love (2010 unter „Der Fisch ist kein Bär – Roughrider of Love“ veröffentlicht)
- 2010: John Bello Story 3 („Afsoun & Derya Skit“) – Kool Savas
- 2010: Margarethe – Buddy Ogün presents Mozart
- 2011: Ladyboy – Buddy Ogün presents Mozart
- 2012: Offizielle EM Hymne 2012 – Mozart
- 2012: KING – Roughrider of Love vs. Kool Savas feat. Cengiz Khan
- 2012: HSV-Du Bist Meine Frau – Buddy Ogün presents Mozart
- 2013: Aşkım – Buddy Ogün presents Ogün Bastürk
- 2014: Offizielle WM Hymne 2014 – Mozart
- 2014: Banane Banane, was’ los! - Buddy Ogün presents Ogün Bastürk
- 2015: Dein Atem macht mich breit – Buddy Ogün presents Mozart
- 2015: In der Nacht – Roughrider of Love
- 2015: Angelika – Roughrider of Love
- 2016: Shisha Bar – Ogün & Ömsen
- 2017: Jackpot – Ogün & Ömsen
- 2017: Kanada – Ogün & Ömsen
- 2021: Yalla Yalla – Baba x Buddy Ogün
- 2023: Salamander Alexander – Buddy Ogün presents Mozart
- 2024: Marina & Tanja
- 2024: Eier
- 2024: Poppstars
- 2024: Fummeln und Tunneln
- 2024: Papa Klopp
- 2025: Rindvieh
- 2025: Mama Malle

### DVDs
- 2010: V.I.P. Was’ los
- 2013: Ich mach sie klar was’ los

## Filmografie
- 2010: V.I.P. Was‘ los
- 2011: Bauernfrühstück – Der Film
- 2011: Heiter bis tödlich – Nordisch herb (Episode Sündiges Husum)
- 2012: Hartzen mit Buddy Ogün (Serie mit 6 Episoden)[10]
- 2012: Der Blender
- 2013: Ich mach sie klar, was’ los
- 2015: Boy 7
- 2021: Die Discounter (Staffel 1, Folge 2)

## Auszeichnungen
- 2018: Deutsche Radiopreis in der Kategorie „Beste Comedy“[11]

## Rezeption
Mehrere der Musikvideos von und mit Buddy Ogün erreichten auf YouTube die Marke von einer Million Klicks. Die erfolgreichsten hiervon (Stand 2023) sind Ogün & Ömsen - Shisha Bar (21 Mio. Aufrufe) und Buddy Ogün presents Mozart Margarethe (15 Mio. Aufrufe).
2022 wurde Buddy Ogün presents Mozart: Margarethe vom Partyschlagersänger Tobee als Margarethe (Sie war 44...) gecovert. Hierbei wurde  das brisante Alter des lyrischen Ichs von 13 einhalb Jahren im Originaltext auf 16 einhalb angehoben.